# Elias Manoel
Elias Manoel Alves de Paula (Itapevi, Brasil; 30 de noviembre de 2001), conocido solo como Elias Manoel o Elias, es un futbolista brasileño. Juega de extremo y su equipo actual es el Botafogo.

## Trayectoria
Con paso por la academia del Guarani, Elias Manoel entró a las inferiores del Grêmio en 2018 a los 16 años. Debutó en el primer equipo del Grêmio el 30 de marzo de 2021 ante el Esporte Clube São Luiz en el Campeonato Gaúcho.
Fue el máximo goleador del Campeonato Gaúcho 2022 con 5 goles, ganando el título con el club esa temporada.
En agosto de 2022, Elias fue cedido al New York Red Bulls de la Major League Soccer norteamericána. Fue fichado al término de la temporada.

## Estadísticas
Actualizado al último partido disputado el 5 de noviembre de 2023.
| Club                                 | Div.          | Temporada     | Liga  | Liga  | Estatal | Estatal | Copas nacionales | Copas nacionales | Copas internacionales | Copas internacionales | Total | Total |
| Club                                 | Div.          | Temporada     | Part. | Goles | Part.   | Goles   | Part.            | Goles            | Part.                 | Goles                 | Part. | Goles |
| ------------------------------------ | ------------- | ------------- | ----- | ----- | ------- | ------- | ---------------- | ---------------- | --------------------- | --------------------- | ----- | ----- |
| Grêmio · Brasil                      | 1.ª           | 2021          | 5     | 0     | 2       | 0       | 0                | 0                | 2                     | 2                     | 9     | 2     |
| Grêmio · Brasil                      | 2.ª           | 2022          | 18    | 2     | 11      | 5       | 1                | 0                | —                     | —                     | 30    | 7     |
| Grêmio · Brasil                      | Total club    | Total club    | 23    | 2     | 13      | 5       | 1                | 0                | 2                     | 2                     | 39    | 9     |
| New York Red Bulls Estados Unidos    | 1.ª           | 2022          | 7     | 2     | —       | —       | 0                | 0                | —                     | —                     | 7     | 2     |
| New York Red Bulls Estados Unidos    | 1.ª           | 2023          | 31    | 6     | —       | —       | 2                | 0                | 4                     | 1                     | 37    | 7     |
| New York Red Bulls Estados Unidos    | Total club    | Total club    | 38    | 8     | 0       | 0       | 2                | 0                | 4                     | 1                     | 44    | 9     |
| New York Red Bulls II Estados Unidos | 3.ª           | 2023          | 1     | 1     | —       | —       | —                | —                | —                     | —                     | 1     | 1     |
| New York Red Bulls II Estados Unidos | Total club    | Total club    | 1     | 1     | 0       | 0       | 0                | 0                | 0                     | 0                     | 1     | 1     |
| Total carrera                        | Total carrera | Total carrera | 62    | 11    | 13      | 5       | 3                | 0                | 6                     | 3                     | 84    | 19    |

## Palmarés

### Títulos estatales
| Título            | Club   | País               | Año  |
| ----------------- | ------ | ------------------ | ---- |
| Campeonato Gaúcho | Grêmio | Río Grande del Sur | 2021 |
| Campeonato Gaúcho | Grêmio | Río Grande del Sur | 2022 |